# 高橋統閭
高橋 統閭（たかはし のりさと、1887年（明治20年）2月21日 - 没年不明）は、日本の政治家。千葉県市川市長。医学博士、内科医。

## 来歴
山梨県出身。1911年（明治44年）岡山医学専門学校（のち岡山医科大学、現在の岡山大学医学部）卒業。卒業後は佐々木杏雲堂病院医長、岡山医学専門学校、岡山医科大学各講師となる。1923年（大正12年）千葉県東葛飾郡市川町で開業する。翌年学位を受ける。
その後、市川市医師会長を経て、1944年（昭和19年）3月市川市長に就任。市長に就任してから戦況は悪化の一途をたどり、終戦を迎えた。終戦後は市長として戦後の処理に当たっていたが、1946年（昭和21年）に市長を辞職した。辞職後に公職追放となった。
追放解除後の1953年（昭和28年）の第3回参議院議員通常選挙において千葉地方区から改進党公認で立候補したが落選した。